# Dave Wright (Squashspieler)
Dave Wright ist ein ehemaliger australischer Squashspieler.

## Karriere
Dave Wright war in den 1960er- und 1970er-Jahren als Squashspieler aktiv. Mit der australischen Nationalmannschaft nahm er 1973 an der Weltmeisterschaft teil. Gemeinsam mit Mike Donnelly, Lionel Robberds und Cam Nancarrow sicherte er sich vor der britischen Mannschaft den Titelgewinn. Wright kam in drei der vier Begegnungen zum Einsatz und gewann zwei davon. Gegen den Briten Philip Ayton verlor er dagegen mit 0:3.

## Erfolge
- Weltmeister mit der Mannschaft: 1973